# 9289 Balau
9289 Balau è un asteroide della fascia principale. Scoperto nel 1981, presenta un'orbita caratterizzata da un semiasse maggiore pari a 2,6000554 UA e da un'eccentricità di 0,1562692, inclinata di 13,49924° rispetto all'eclittica.